# 128417 Chrismccaa
128417 Chrismccaa è un asteroide della fascia principale. Scoperto nel 2004, presenta un'orbita caratterizzata da un semiasse maggiore pari a 3,1174198 UA e da un'eccentricità di 0,0590821, inclinata di 11,83705° rispetto all'eclittica.